# 10 (عدد)
10 (عشرة) (بالإنجليزية: Ten)‏ هو عدد طبيعي يلي العدد 9 ويسبق العدد 11.
- هو حاصل جمع أول أربع أعداد 1+2+3+4=10.
- هو حاصل جمع أول ثلاث أعداد أولية 2+3+5=10.
- هو أساس نظام نظام العد العشري.
- هو أساس اللوغاريتم العادي.
- هو أساس كثير من وحدات النظام المتري حيث يقسم كل مقياس إلى 10 وحدات متساوية.
- كل عشر سنوات من الزمن تُسمى عقداً.

## الإسلام

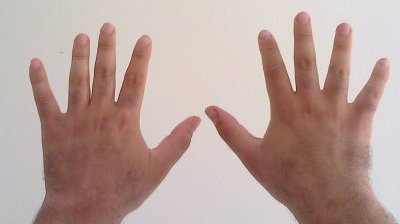
أصابع اليدين عشرة.

ذكر الرقم عشرة في القرآن (بالألفاظ عشر ‒عشراً ‒عشرة) 9 مرات، وذكر أكثر من مرة باعتباره الرقم المكمل أو المتتم مثل:
- ﴿وَوَاعَدْنَا مُوسَى ثَلاَثِينَ لَيْلَةً وَأَتْمَمْنَاهَا بِعَشْرٍ فَتَمَّ مِيقَاتُ رَبِّهِ أَرْبَعِينَ لَيْلَةًۦۚ﴾ [الأعراف:142]
- ﴿فَمَنْ لَمْ يَجِدْ فَصِيَامُ ثَلَاثَةِ أَيَّامٍ فِي الْحَجِّ وَسَبْعَةٍ إِذَا رَجَعْتُمْ تِلْكَ عَشَرَةٌ كَامِلَةٌۦۚ﴾ [البقرة:196]
- ﴿قَالَ إِنِّي أُرِيدُ أَنْ أُنْكِحَكَ إِحْدَى ابْنَتَيَّ هَاتَيْنِ عَلَى أَنْ تَأْجُرَنِي ثَمَانِيَ حِجَجٍ فَإِنْ أَتْمَمْتَ عَشْرًا فَمِنْ عِنْدِكَۦۚ﴾ [القصص:27]

كما ذكر مقلوبه معشار (أي العُشر) (110) مرة واحدة، وهو أصغر عدد مذكور في القرآن.